# Vincent Enyeama
Vincent Enyeama, né le 29 août 1982 à Aba (Nigeria), est un footballeur international nigérian. Souvent désigné comme le tireur de penalties de son équipe, il a marqué un total de 20 buts dans sa carrière.
Élu homme du match à quatre reprises lors des Coupes du monde de 2010 et 2014, il est le gardien de but à avoir le plus souvent reçu cette distinction lors d'un mondial, devant Tim Howard et Keylor Navas (3 fois homme du match chacun). 
Il possède la seconde plus longue période d'invincibilité en Ligue 1 (1062 minutes) derrière Gaëtan Huard (1176 minutes).

## Biographie

### Débuts professionnels
Il commence le football au Nigeria où il se lance dans une carrière professionnelle.
Il signe un contrat professionnel dans le club d'Ibom Stars et devient vite titulaire malgré son jeune âge, marquant au passage un but. Deux ans plus tard, il signe à l'Enyimba, avec qui il jouera 4 ans et 100 matchs. C'est pendant cette période qu'il connaît ses premières sélections, étant même sélectionné pour la Coupe du monde 2002 en tant que remplaçant d'Ike Shorunmu.
C'est en 2004 qu'il joue le plus de matchs, tant en club qu'en sélection.
En 2005, il signe dans l'un des deux grands clubs du pays, Iwuanyanwu, aujourd'hui Heartland Football Club, jouant 36 matchs en une saison, avant d'être transféré en Israël.

### Passage en Israël
Il connaît sa première expérience à l'étranger dans le club israélien du Bnei Yehoudah FC, jouant même une coupe continentale, la Coupe UEFA.

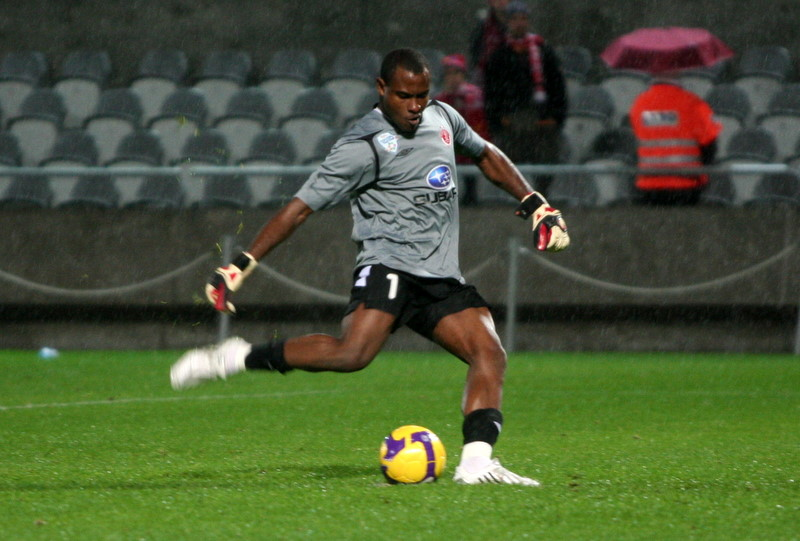
Penalty d'Enyeama

En 2007, il est transféré à l'Hapoël Tel-Aviv, l'un des clubs les plus connus du championnat d'Israël, avec qui il atteint son apogée en jouant 164 matchs en club (toutes compétitions confondues) en quatre ans où il engrange également de l'expérience européenne en jouant la Ligue Europa et la Ligue des champions. Ses saisons sont pleines, malgré la première saison à seulement 30 matchs.
C'est en 2009-2010 qu'il effectue une des saisons la plus importante de sa carrière : en club, il joue 47 matchs et inscrit 9 buts, ce qui est exceptionnel pour un gardien de but, sans compter ses 14 sélections en équipe nationale.

### LOSC Lille
Après avoir attiré l'œil sur la scène internationale en 2010, il est transféré au LOSC Lille, tout récent champion de France, et devient alors le deuxième gardien de l'effectif lillois derrière Mickaël Landreau. À la fin de la saison 2011-2012, peu habitué à être remplaçant, Enyeama souhaite être prêté en Israël : il est ainsi prêté au Maccabi Tel-Aviv, le rival de l'Hapoël, son ancien club.
À la fin de son prêt, il revient à Lille et est désigné par son nouvel entraîneur René Girard comme le gardien titulaire dans la hiérarchie des gardiens du LOSC pour la saison 2013-2014 devant Steeve Elana. Il réalise un très bon début de saison, avec notamment 11 matchs d'affilée sans encaisser de but entre la 6e et la 16e journée de Ligue 1, il arrête notamment un pénalty de Rémy Cabella dans les dernières minutes lors de la dixième journée. Le 3 décembre 2013, face à l'OM, après trois minutes de jeu, il approche du record d'invincibilité de Gaëtan Huard en devenant le deuxième gardien le plus invincible en Ligue 1 devant Salvatore Sirigu. Il dépasse dans le même temps la barre symbolique des 1 000 minutes sans encaisser de but. Le 8 décembre, un tir de Landry N’Guemo dévié par Simon Kjær a mis fin à son invincibilité. Ironie du sort, Huard avait également vu sa série stoppée par un tir dévié par un coéquipier, sur le même but, au stade Chaban-Delmas. Il est nommé pour le titre de meilleur gardien de l'année aux Trophées UNFP du football 2014 en compagnie de Stéphane Ruffier, Salvatore Sirigu et Steve Mandanda. C'est finalement le parisien Sirigu qui obtient le prix. Durant sa première saison en tant que titulaire à Lille, Vincent Enyeama a donc été très vite apprécié par les supporters lillois et a impressionné toute la Ligue 1 par ses arrêts extraordinaires.
Lors de la 12e journée de la saison 2014-2015, dans le match à domicile face à l'AS Saint-Étienne (1-1), il arrête un pénalty tiré par le Stéphanois Max-Alain Gradel. Il a également, lors du huitième de finale de Coupe de la Ligue face à Bordeaux, qualifié le LOSC pour les quarts de finale en arrêtant quatre tirs au but et en en marquant un.
Mis en marge de l'effectif professionnel en compagnie de Marko Baša, Rio Mavuba, Éric Bauthéac et Eder à la suite d'un changement de propriétaire du club et de l'arrivée de Marcelo Bielsa à la tête de l'équipe, il est invité à se trouver un nouveau point de chute pour la saison 2017-2018, Mike Maignan prenant sa suite dans les cages nordistes. Malgré une saison cauchemardesque où le club frôle la relégation, et l'arrivée de Christophe Galtier en cours de saison, le gardien nigérian ne rejoue pas.
Après une saison sans jouer avec l'équipe première, il est libéré de son contrat le 31 août 2018.

### Mis à l’essai au Dijon FCO
Alors qu’il sort de deux saisons blanches, sans avoir disputé le moindre match avec une équipe professionnelle, il est mis à l’essai par le Dijon FCO le 26 juillet 2019.
Néanmoins l’essai n'est pas concluant, et il n’est donc pas conservé.

### Équipe nationale
Après avoir participé et échoué aux éditions en 2004 (troisième), 2006 (troisième), 2008 (1/4 de finale) et 2010 (troisième), il remporte la Coupe d'Afrique des Nations en 2013.
Il a aussi participé à 3 Coupes du monde, la première en 2002 comme remplaçant, puis la seconde en 2010 comme titulaire car justement récompensé après sa saison 2009-2010, enfin la troisième en 2014, battu (2-0) par la France en huitième de finale au stade national de Brasilia Mané-Garrincha.

### Entraîneur des gardiens (Iris Club de Croix)
Le 26 juin 2020, l'Iris Club de Croix annonce officiellement l'arrivée du gardien, en tant qu'entraîneur des gardiens des U16 à l'équipe réserve. Juste avant cette arrivée soudaine, Vincent Enyeama met un terme à sa carrière professionnelle.

## Statistiques
| Saison                | Club                    | Championnat           | Championnat | Championnat | Coupe nationale | Coupe nationale | Coupe de la Ligue | Coupe de la Ligue | Compétition(s) continentale(s) | Compétition(s) continentale(s) | Compétition(s) continentale(s) | Nigeria | Nigeria | Total | Total |
| Saison                | Club                    | Division              | M.          | B.          | M.              | B.              | M.                | B.                | Comp.                          | M.                             | B.                             | M.      | B.      | M.    | B.    |
| 1999                  | Ibom Stars              | Division II           | 20          | 0           | -               | -               | -                 | -                 | -                              | -                              | -                              | -       | -       | 20    | 0     |
| 2000                  | Ibom Stars              | Division II           | 36          | 1           | -               | -               | -                 | -                 | -                              | -                              | -                              | -       | -       | 36    | 1     |
| Sous-total            | Sous-total              | Sous-total            | 56          | 1           | -               | -               | -                 | -                 | -                              | -                              | -                              | -       | -       | 56    | 1     |
| 2001                  | Enyimba FC              | First Division League | 28          | 4           | -               | -               | -                 | -                 | -                              | -                              | -                              | -       | -       | 28    | 4     |
| 2002                  | Enyimba FC              | First Division League | 32          | 4           | -               | -               | -                 | -                 | -                              | -                              | -                              | 6       | 0       | 38    | 4     |
| 2003                  | Enyimba FC              | First Division League | 40          | 2           | -               | -               | -                 | -                 | C1                             | 1                              | 0                              | 4       | 0       | 45    | 2     |
| 2004                  | Enyimba FC              | First Division League | -           | -           | -               | -               | -                 | -                 | C1                             | 1                              | 1                              | 11      | 0       | 12    | 1     |
| Sous-total            | Sous-total              | Sous-total            | 100         | 10          | -               | -               | -                 | -                 | -                              | 2                              | 1                              | 21      | 0       | 123   | 11    |
| 2005                  | Iwuanyanwu Nationale    | First Division League | 36          | 0           | -               | -               | -                 | -                 | -                              | -                              | -                              | 3       | 0       | 39    | 0     |
| Sous-total            | Sous-total              | Sous-total            | 36          | 0           | -               | -               | -                 | -                 | -                              | -                              | -                              | 3       | 0       | 39    | 0     |
| 2005-2006             | Bnei Yehoudah           | Ligat Toto            | 26          | 0           | -               | -               | -                 | -                 | -                              | -                              | -                              | 8       | 0       | 34    | 0     |
| 2006-2007             | Bnei Yehoudah           | Ligat Toto            | 30          | 0           | -               | -               | -                 | -                 | C3                             | 2                              | 0                              | 3       | 0       | 35    | 0     |
| Sous-total            | Sous-total              | Sous-total            | 56          | 0           | -               | -               | -                 | -                 | -                              | 2                              | 0                              | 11      | 0       | 69    | 0     |
| 2007-2008             | Hapoël Tel-Aviv         | Ligat Toto            | 24          | 0           | -               | -               | -                 | -                 | C3                             | 6                              | 0                              | 4       | 0       | 34    | 0     |
| 2008-2009             | Hapoël Tel-Aviv         | Ligat Toto            | 31          | 3           | 6               | 0               | -                 | -                 | C3                             | 6                              | 0                              | 5       | 0       | 48    | 3     |
| 2009-2010             | Hapoël Tel-Aviv         | Ligat Toto            | 29          | 5           | 6               | 3               | -                 | -                 | C3                             | 12                             | 1                              | 14      | 0       | 61    | 9     |
| 2010-2011             | Hapoël Tel-Aviv         | Ligat Toto            | 29          | 0           | 5               | 1               | -                 | -                 | C1                             | 10                             | 2                              | 4       | 0       | 48    | 3     |
| Sous-total            | Sous-total              | Sous-total            | 113         | 8           | 17              | 4               | -                 | -                 | -                              | 34                             | 3                              | 27      | 0       | 191   | 15    |
| 2011-2012             | LOSC Lille              | Ligue 1               | -           | -           | -               | -               | 2                 | 0                 | C1                             | 1                              | 0                              | 6       | 0       | 9     | 0     |
| 2012-2013             | Maccabi Tel-Aviv (prêt) | Ligat Toto            | 27          | 0           | 2               | 0               | -                 | -                 | -                              | -                              | -                              | 16      | 0       | 45    | 0     |
| 2013-2014             | LOSC Lille              | Ligue 1               | 38          | 0           | -               | -               | -                 | -                 | -                              | -                              | -                              | 11      | 0       | 49    | 0     |
| 2014-2015             | LOSC Lille              | Ligue 1               | 38          | 0           | -               | -               | 3                 | 0                 | C1+C3                          | 3+6                            | 0+0                            | 5       | 0       | 55    | 0     |
| 2015-2016             | LOSC Lille              | Ligue 1               | 35          | 0           | -               | -               | 4                 | 0                 | -                              | -                              | -                              | 1       | 0       | 40    | 0     |
| 2016-2017             | LOSC Lille              | Ligue 1               | 32          | 0           | -               | -               | -                 | -                 | C3                             | 2                              | 0                              | -       | -       | 34    | 0     |
| 2017-2018             | LOSC Lille              | Ligue 1               | 0           | 0           | -               | -               | -                 | -                 | -                              | -                              | -                              | -       | -       | 0     | 0     |
| Sous-total            | Sous-total              | Sous-total            | 170         | 0           | 2               | 0               | 9                 | 0                 | -                              | 12                             | 0                              | 39      | 0       | 232   | 0     |
| Total sur la carrière | Total sur la carrière   | Total sur la carrière | 531         | 19          | 19              | 4               | 9                 | 0                 | -                              | 50                             | 4                              | 101     | 0       | 710   | 27    |

## Palmarès
Vincent Enyeama soulève les premiers titres de sa carrière sous le maillot de l'Enyimba FC en remportant la Ligue des champions de la CAF à deux reprises en 2003 et Ligue des champions de la CAF 2004 ainsi que la Supercoupe de la CAF en 2004.
Sous les couleurs du Hapoël Tel-Aviv ensuite, il remporte le championnat d'Israël en 2010 et la Coupe d'Israël en 2010 et 2011. 
Il remporte également le championnat d'Israël en 2013 avec le Maccabi Tel-Aviv. 
Il est également finaliste de la Coupe de la Ligue en 2016 avec le LOSC Lille.
Avec le Nigeria, il remporte la CAN 2013.